# 아라이소촌
아라이소촌(일본어: 新磯村)은 1889년부터 1941년까지 존재했던 일본 가나가와현 고자군의 촌이다. 현재의 사가미하라시 미나미구의 일부에 해당한다.

## 역사
- 1889년 4월 1일 - 정촌제 시행에 의해 고자군 아라이소촌이 성립하였다.
- 1941년 4월 29일 - 아사미조촌, 오사와촌, 아이하라촌, 오노촌, 가미미조정, 사마정, 다나촌과 합병해 사가미하라정이 성립해, 동일 아라이소촌은 폐지되었다.

## 교통

### 철도
- 사가미 철도 (본 노선은 현 동일본여객철도 사가미선)
- 오다와라 급행철도 (현 오다큐 전철)

## 참고 문헌
- 角川日本地名大辞典編纂委員会,『角川日本地名大辞典 神奈川県』1984, 角川書店